# ISC Kosmotras
ISC Kosmotras (ros. Международная космическая компания „Космотрас”, ang. International Space Company Kosmotras) – międzynarodowa spółka z siedzibą w Moskwie, założona w 1997 roku, w celu badań rozwojowych i komercyjnego wykorzystania rakiet Dniepr. Do 2015 roku Kosmotras umieścił na orbicie 128 obiektów na zlecenie agencji kosmicznych ośmiu krajów i przeprowadził 22 udane starty rakiet Dniepr.  

## Historia powstania
Od 1992 roku zespół rosyjskich i ukraińskich naukowców pod nadzorem Ministra Obrony Federacji Rosyjskiej pracował nad możliwością komercyjnego wykorzystania rakiet Dniepr. W 1996 roku przedstawiono finalny projekt, który uzyskał poparcie kierowników rosyjskiej i ukraińskiej agencji kosmicznej. 
W 1997 roku powstała spółka ISC Kosmotras z siedzibą w Moskwie. 50% udziałów posiadała Federacja Rosyjska, 50% Ukraina. Kosmotras został zarejestrowany jako zamknięta spółka akcyjna (ros. закрытое акционерное общество - ЗАО). Taka forma prawna spółki została zdefiniowana w rosyjskiej „Ustawie o przedsiębiorstwach i działalności gospodarczej” z 25 grudnia 1990 roku. Udziały zamkniętych spółek akcyjnych rozdzielane są pomiędzy założycielami, ich kupno nie jest możliwe, bez uzyskania zgody założycieli. 
Prezesem został pomysłodawca Kosmotrasu, rosyjski inżynier Władimir Aleksiejewicz Andriejew, były kierownik jednego z oddziałów Ministerstwa Ogólnego Przemysłu Maszynowego ZSRR.

## Infrastruktura i logistyka
W 1999 roku otwarto oddział spółki w Kijowie. 
Pierwotnie do realizacji zleceń ISC Kosmotras wykorzystywał infrastrukturę kosmodromu Bajkonur, zlokalizowanego w Kazachstanie. W 2006 roku ukończył budowę bazy, umożliwiającej starty rakiet Dniepr z kosmodromu Dombarowskij (ros. Ясный, ang. Dombarovsky Air Base) w obwodzie orenburskim Federacji Rosyjskiej. W projekcie uczestniczyła Agencja Kosmiczna Roskosmos. 
Spółka zatrudniała ponad dwustu specjalistów (ponad połowę stanowili byli wojskowi), którzy poza głównymi oddziałami pracowali również w Dnieprze, Charkowie, kosmodromie Bajkonur i kosmodromie Dombarowskij. Jednym z kluczowych partnerów Kosmotrasu były ukraińskie zakłady Jużmasz, które konstruowały rakiety Dniepr. 

## Działalność

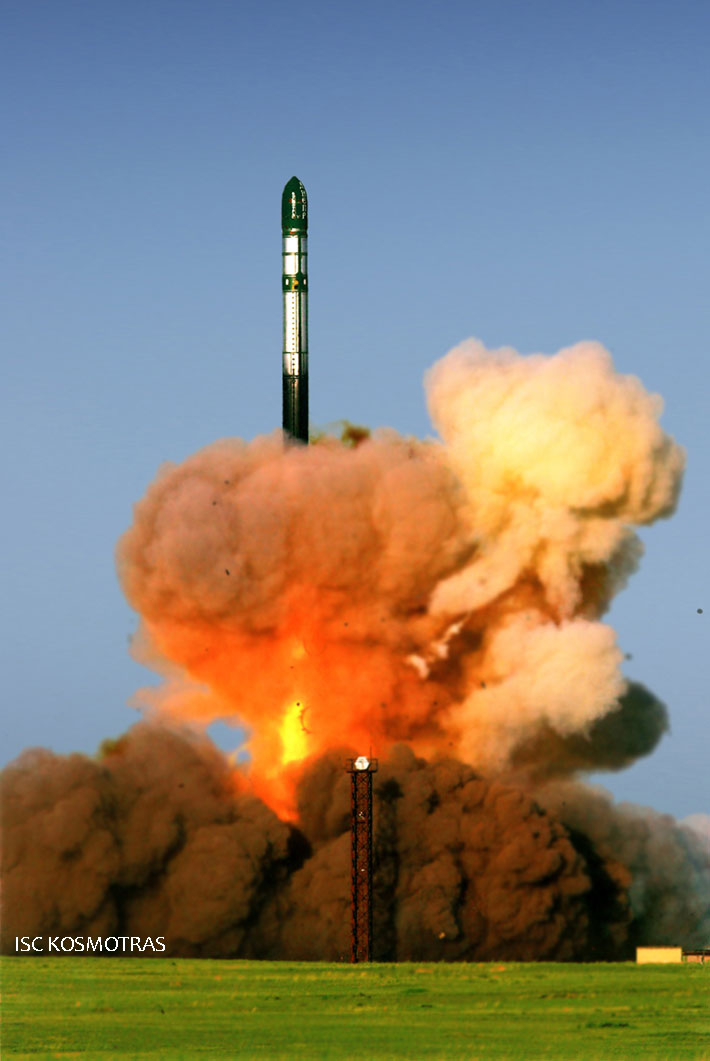
Start rakiety Dniepr z kosmodromu Dombarowskij, wystrzelonej przez ISC Kosmotras

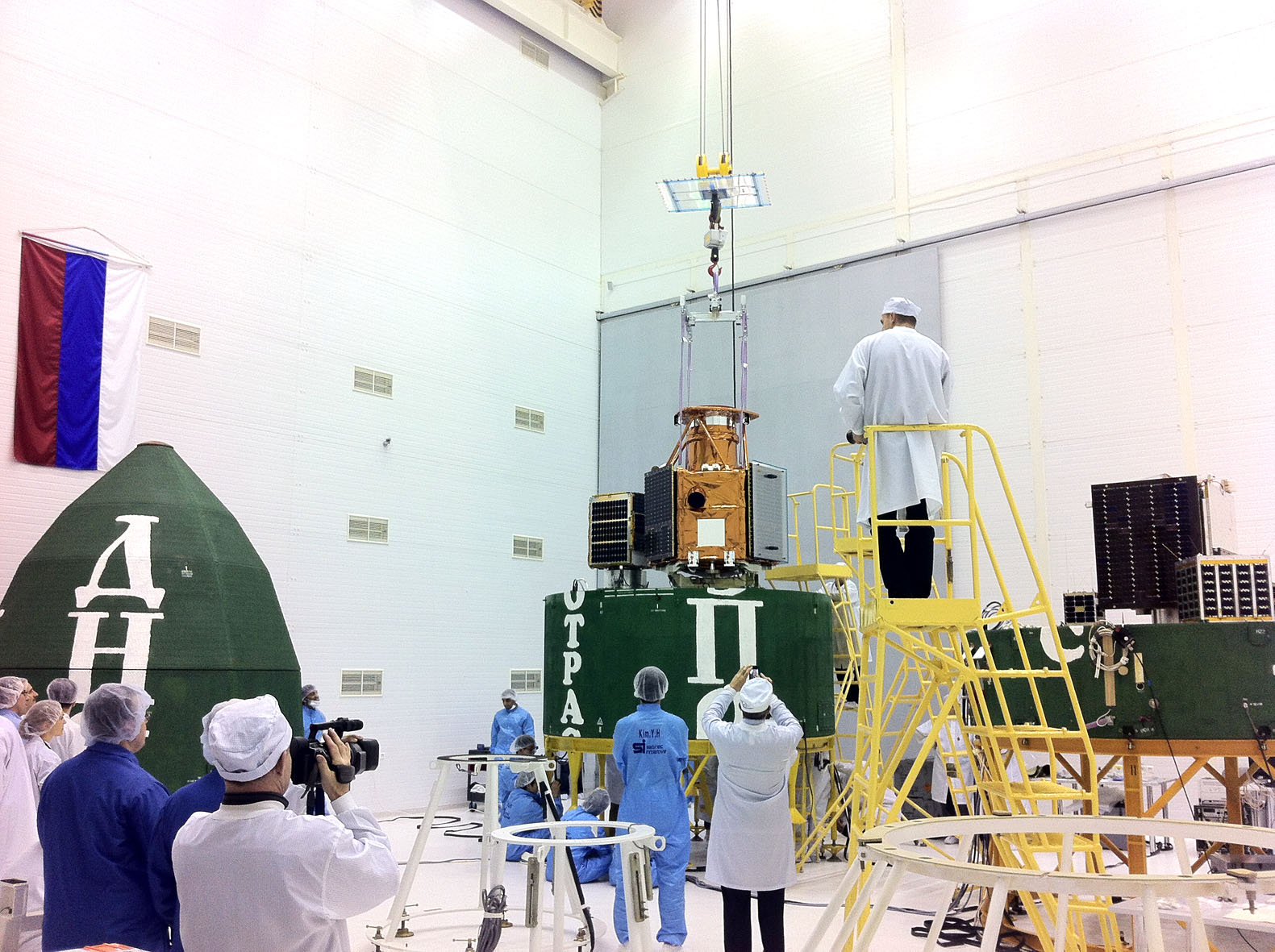
Stacja montażowa ISC Kosmotras w kosmodromie Dombarowskij. Do rakiety Dniepr dołączono moduł klienta. 2013 rok

W kwietniu 1999 roku ISC Kosmotras uruchomił program lotów komercyjnych, oferując umieszczanie na orbicie sztucznych satelitów lub innych obiektów, dostarczanych rakietą Dniepr. Z usług korzystały agencje kosmiczne krajów takich jak: Wielka Brytania, Stany Zjednoczone, Włochy, Arabia Saudyjska, Niemcy, Francja, Japonia i Korea Południowa.
Od 2006 roku w ofercie znalazły się starty z kosmodromu Dombarowskij, a Kosmotras uzyskał międzynarodowe certyfikaty: zarządzania jakością (ISO 9001) oraz zarządzania środowiskiem (ISO 14001).
W 2009 roku podjęto decyzję o przyjęciu do grupy udziałowców przedstawicieli Kazachstanu (do których należy infrastruktura kosmodromu Bajkonur). 
W 2011 roku strona kazachska stała się właścicielem 10% akcji Kosmotrasu,45% akcji posiadała Federacja Rosyjska, a 45% Ukraina. 
W tym samym roku wstrzymano komercyjne loty, między innymi z powodu nieporozumień finansowych pomiędzy stronami ukraińską i rosyjską. Do tego czasu Kosmotras wystrzelił 17 rakiet i umieścił na orbicie 62 obiekty. W styczniu 2012 roku Dmitrij Miedwiediew zapowiedział, że chciałby kontynuować program i jednocześnie zlecił przeprowadzenie analiz jego opłacalności stronie rosyjskiej. 
We wrześniu 2012 roku Roskosmos i Ministerstwo Obrony Federacji Rosyjskiej przedstawiły swoje wnioski stronie ukraińskiej. Stały na stanowisku, że klienci Kosmotrasu płacą za wystrzelenie jednej rakiety kilka milionów rubli, to jest około 80 razy mniej, niż kosztuje ta operacja, a różnicę pokrywa strona rosyjska z budżetu państwa. Oczekiwano stosownej partycypacji od strony ukraińskiej. Ministerstwo Obrony Federacji Rosyjskiej uznało, że kontynuacja współpracy na takich warunkach jest nieopłacalna dla strony rosyjskiej. Dmitrij Rogozin ocenił zasady współpracy jako nieprzejrzyste i wymagające doprecyzowania. 
19 października 2012 roku Prezesem Kosmotrasu został Aleksander Władimirowicz Serkin. 
Do kwietnia 2013 roku loty Kosmotrasu zostały wstrzymane, w związku z negocjacjami finansowymi, pomiędzy stroną rosyjską, a ukraińską. Zakończyły się one porozumieniem, polegającym na równej partycypacji w kosztach projektów. 
W grudniu 2014 roku strona ukraińska straciła akcje Kosmotrasu. Głównym akcjonariuszem spółki (84%) stała się grupa Kaskoł z siedzibą w Moskwie.  Do 2015 roku Kosmotras wystrzelił 22 rakiety i umieścił na orbicie 128 obiektów. Następnie ponownie wstrzymano realizację zleceń. 
W sierpniu 2016 roku zmieniono formę prawną podmiotu na spółkę z ograniczoną odpowiedzialnością. 
1 lipca 2017 roku Prezesem Kosmotrasu został Jewgienij Waleriewicz Sołodownikow, pełniący wcześniej funkcję dyrektora marketingu.  
W 2018 roku Kosmotras zapowiedział zainteresowanie rakietami typu Sojuz-2 i podpisał porozumienie o współpracy z amerykańską spółką „Planet”. 